# Rémi Brague
Rémi Brague (París, 8 de setembre de 1947) és un filòsof i professor universitari francès.
Després de doctorar-se el 1976 amb Pierre Aubenque, s'especialitzà primer en filosofia grega, especialment Plató i Aristòtil, exercint de catedràtic a la Universitat de París I Panthéon-Sorbonne. Més endavant, s'especialitzà en filosofia medieval, matèria que impartí a la Universitat de la Sorbona i des del 2002 fins al 2012 a la càtedra Romano Guardini de la Ludwig-Maximilian Universität de Múnic. També ha estat professor visitant a diversos ateneus europeus i americans, havent rebut nombroses distincions, com el premi Josef Pieper el 2009 i el premi Joseph Ratzinger el 2012. A més d'especialista en l'àmbit de la filosofia grega i medieval, ha publicat també estudis sobre el pensament contemporani.
Les seves obres principals han aconseguit una gran difusió i han estat traduïdes a més de vint llengües, essent-ne la primera la traducció al català de la seva obra cabdal Europa, la via romana (1999). Cal destacar-ne especialment El passat per endavant (2001), La Sagesse du monde (2002), Au moyen du Moyen Âge (2008), Introduction au monde grec (2008).
Un altre dels temes present en els seus darrers treballs ha estat la metafísica. Un tema que podem trobat¡r a La infraestructura metafísica. Assaig sobre el fonament de la vida humana (2010) i a Els Ancres dans le ciel (2011), on ha fet una lectura sobre la història de les grans religions i la seva connexió amb la filosofia i la civilització clàssiques. No és casual que reivindiqui precisament una mirada més profunda per revertir el nihilisme a què, segons ell, ha conduït la revolta iniciada després de la fi de l'Edat Mitjana. Una altra preocupació en la seva recerca ha estat l'interrogant sobre l'essència de l'home. Què és el que fa que la seva vida sigui valuosa, bona? De què depèn la condició moral de la seva existència? A aquests interrogants ha intentat respondre al llarg de la seva dilatada trajectòria intel·lectual i, especialment, en la trilogia composta per La sabiduría del mundo. Historia de la experiencia humana del universo (2008), La ley de Dios. Historia filosófica de una alianza (2011); i El reino del hombre. Génesis y fracaso del proyecto moderno (2016).